# MOMO 終末庭園へようこそ
『MOMO 終末庭園へようこそ』（モモ しゅうまつていえんへようこそ）は、酒井まゆによる日本の少女漫画作品。
集英社の漫画雑誌『りぼん』にて、2008年9月号から2011年5月号まで連載された。単行本は、同社のりぼんマスコットコミックスから全7巻が刊行されている。『りぼん』の表紙および目次、同誌公式サイトなどでは単に「MOMO」という表題になっており「終末庭園へようこそ」の部分は併記されていない。

## あらすじ
「いっそ地球なんて滅びてしまえばいいのに」
何かと不運な身の上を嘆き、ふと軽い気持ちでそんなことを考えた女子高生・小田切夢。その目の前に突如現れたモモと名乗る大魔王。彼女は夢を地球の代表者に選んで、夢の18歳の誕生日までに地球の全てを使い、自分を喜ばせるよう夢に命じた。しかも、7回喜ばせられなければモモは地球を破壊してしまうという。かくして地球の未来は一人の女子高生に託されたのだった。

## 登場人物
声は特記ない限りVOMIC版のもの。
小田切夢（おだぎり ゆめ）
声 - 藤田咲。
本作の主人公。不運続きの高校1年生。16歳の誕生日に、モモに気に入られ地球の代表者に選ばれる。投げやりに見えてかなりのお人よし。当初はモモ達を快く思っていなかったが、徐々にモモを喜ばせる事にやりがいを感じてくる。父親（涼介）の借金の為に生活に困窮しており、地球の運命とアルバイトを天秤にかけねばならない生活に苦慮している。途中で海外にいた父と再会、想いを寄せる幼馴染の叶歌と付き合うことになるが、ナナギとの間で心が揺れる。誕生日9月29日。AB型。身長159cm。
モモ
声 - 田村ゆかり / 後藤沙緒里（おはスタ）
本作のヒロイン。地球を滅ぼしに来た大魔王。外見は幼く小柄な少女だが、年齢は約98億5000万歳という設定。子供の様な反応が多いが、重要な場面においては真剣な会話を交わす事もあり、真意を図りにくい。もう一人の大魔王・ピコ（後述）の事を嫌っている。自ら生命を与えたぬいぐるみ「ぽんきち」（後述）と地球のケーキがお気に入り。一時は夢への思慕から｢大魔王をやめる｣と言いだしたこともある。実は沙成に造られた存在。身長112cm。体重18.5kg。
沙成（さなり）
声 - 間島淳司
モモの付き人。もう一人の付き人であるナナギ（後述）の星では鳥の姿でモモに付き添っていた。温厚で落ち着いた性格だがつかみ所がなく、適当な思いつきで物事を進めることがよくある。モモ一行の、来訪先に適した容姿や服装などを決める。非常に器用で料理上手。実は神様。身長182cm。体重64kg。
ナナギ
声 - 阿部敦
モモの付き人。外見は端正だが、冷淡かつ無愛想で少し口が悪い。8億年前に代表者となり、自分がモモの付き人になることを条件に故郷の破滅を凌いだ後から、付き人を務めている。「打倒モモ」を目論む大魔王・ピコに協力するなど、復讐心ともいえる部分をのぞかせていたが、8億年前は故郷の民族姿のモモに亡き妹の面影を重ね見ていた。夢に対しては冷たく接するが、親身になる事もある。夢の護衛として彼女と同じ学校に入学している。夢のことを本当は好きだが夢が本心では叶歌を愛している事に気づき、身を引く。漢字だと那凪と書く。身長176cm。体重58kg。
ぽんきち
星ヶ丘遊園地のマスコットキャラクター「スコちゃん」（スコティッシュフォールドのキャラクター）のぬいぐるみ。夢が猫と間違えて川に飛び込んで拾った。熊みたいな外見。その後モモによって生命を与えられ、言葉を話せる様になる。モモの傍で地味に世話を焼く場面が多い。「ぽんきち」は元の持ち主につけられた名前である。夢を好いている。
伊東 叶歌（いとう かなか）
声 - 保志総一朗
高校1年生。夢の幼馴染。お人好しな性格だが、ドジで頼りない。ルックスはまあまあで女子からの人気もあるが、本人は夢を想い続けている。モモ達の正体や目的などについてはまだ知らないが（モモに宇宙を見せられたことがあるが、それは夢だと思っていた）、何かに気づいており、夢の彼氏になったのだが、直後病気が悪化、入院する。実家はケーキ屋。誕生日3月4日。B型。身長172cm。体重55kg。
ピコ
もう一人の大魔王。自称「スターブレイカー」。惑星の破壊よりも、打倒モモを目論み、夢を懐柔して利用しようとした。普段は少年の姿をしているが、剣に変身する事も可能。実はモモ同様、沙成に造られた存在。身長123cm。体重24.5㎏。
藤田 実結（ふじた みゆう）
高校1年生。社長令嬢。学校のミスコンでグランプリを獲得した美少女で、成績も非常に優秀。少々ナルシスト。ナナギに惹かれた事がきっかけで、一時的に代表者になり、モモの存在を世界中に知らせようとした。代表者の座に対する執着を見せるが、その尊大な態度によってモモの怒りを買い、更にナナギ達には代表者の器でない事を宣告された。後に恋愛対象がナナギから沙成へ変わる。夢が割り切れない時に、かなり強引に後押しする事も多い。夢いわく「実結様」。誕生日12月24日。

## 大魔王
- 本来は、寿命が尽きた惑星などを破壊して除去する存在。破壊した惑星の命を取り込む事で永遠の命を得ている。「謎の存在」とされ、沙成・ナナギ達のような異星人かどうかも不明[3]。
- 大魔王というのは沙成による呼称で、いわば意訳である。夢には「壊し屋」と呼ばれ、ピコは自ら「スターブレイカー」と名乗っている。
- 惑星の破壊は、特殊なシールド内部から、光弾を発射して行う。シールドは放射線などを遮るものの衝撃波は多少伝える性質があり、地球人が中にいても呼吸困難に陥るような事はない。
- 大魔王の命を奪えるのは大魔王のみである。
- ぬいぐるみのぽんきちに生命を与えたり、即座に流星雨を降らせるなど、地球人の感覚では魔法のように見える事をかなり平易に行なえる。
- モモやナナギ達の地球人の姿は見た目だけを再現したもので、かつて訪れた惑星では、住民であるアメフラシのような知的生命体と同様の姿を再現していた。
- 猫などの動物やぽんきちのような縫いぐるみでも意思さえあれば会話できる。
- 食事を摂る必要はないが、作中においては地球上の様々な食品を嬉々として食べる描写がある。これは作中のピコの台詞によれば、「食事をすることで（惑星の命の摂取と比べれば微々たるものだが）充足感を得られるため」である。
- 知的生命体が住む惑星では代表者を選び、自らを7回喜ばせる事を命じる。代表者が命令を遂行できた場合、その惑星は破壊を免れる[3]。しかし作中のピコの台詞によれば遂行できた代表者は過去に存在しない。
- 大魔王としてのルール（代表者に関するものが多い）が存在するが、誰が制定したものかは不明とされている[3]。

## エピソード
- 2009年8月18日より1か月間、テレビ東京系列および関西地方の独立UHF局の一部で放送されている『おはスタ』第2部にて、毎週火曜日に本作の紹介企画が実施された。内容は、モモが『おはスタ』出演者の山寺宏一や鉄拳などの面々に難題を吹っかけ「地球を救う為に自分を喜ばせろ」というもので、モモの声は後藤沙緒里が演じた[4]。

## 書誌情報
- 酒井まゆ 『MOMO』 集英社〈りぼんマスコットコミックス〉、全7巻
  1. 2009年2月13日第1刷発売、ISBN 978-4-08-856869-0
  2. 2009年6月15日第1刷発売、ISBN 978-4-08-856890-4
  3. 2009年10月15日第1刷発売、ISBN 978-4-08-867015-7
  4. 2010年3月15日第1刷発売、ISBN 978-4-08-867042-3
  5. 2010年8月12日第1刷発売、ISBN 978-4-08-867071-3
  6. 2011年1月14日第1刷発売、ISBN 978-4-08-867091-1
  7. 2011年6月15日第1刷発売、ISBN 4-08-867125-2

## ラジオドラマ
2009年7月2日より、集英社が運営するインターネットラジオサイト、ヴォイスコミックステーション（VOMIC）にて公開中。